# Kanton Saint-Aubin-d'Aubigné
Kanton Saint-Aubin-d'Aubigné (francouzsky Canton de Saint-Aubin-d'Aubigné) je francouzský kanton v departementu Ille-et-Vilaine v regionu Bretaň. Tvoří ho 15 obcí.

## Obce kantonu
- Andouillé-Neuville
- Aubigné
- Chevaigné
- Feins
- Gahard
- Melesse
- Montreuil-le-Gast
- Montreuil-sur-Ille
- Mouazé
- Romazy
- Saint-Aubin-d'Aubigné
- Saint-Germain-sur-Ille
- Saint-Médard-sur-Ille
- Sens-de-Bretagne
- Vieux-Vy-sur-Couesnon